# ヘニング・フォン・トレスコウ
ヘニング・ヘルマン・ロベルト・カール・フォン・トレスコウ（Henning Hermann Robert Karl von Tresckow、1901年1月10日 - 1944年7月21日）は、第二次世界大戦中のドイツ第三帝国の陸軍軍人。最終階級は陸軍少将。ヒトラー暗殺計画の首謀者の一人。

## 生い立ち
トレスコウは、1901年にドイツのマクデブルクで生まれた。
トレスコウ家は、ブランデンブルク辺境伯領の貴族である。フェードア・フォン・ボック元帥は叔父である。父親は代々軍人を輩出したプロイセン王国の貴族の出身で、ヴェルサイユ宮殿「鏡の間」におけるヴィルヘルム1世の戴冠式に参列し、騎兵大将にまで昇進した。父親の所有する荘園で育ち、兄弟と共に家庭教師から教育を受け、ロックムのギムナジウムに転じた。第一次世界大戦中の1917年に仮アビトゥーアに合格し、帝政ドイツ陸軍に入営した。早くも1918年6月には最年少の少尉に任官し、翌月第二級鉄十字章を受章した。17歳で中尉に任官される。ドイツの敗北と共にトレスコウの部隊は解散したが、陸軍に留まった。
しかし直後に軍を辞した後、ユダヤ人が経営する会社に入社し、経理を担当し、その後株式の仲買人となり一財産を築き、1924年7月から12月まで世界一周旅行に出発する。その後、家族の所有する荘園を維持するため旅行を中止して財産を投じた。小さな工場を経営し、1926年に母方の大伯父エーリッヒ・フォン・ファルケンハインの娘と結婚した。妻との間には三子をもうける。
1926年、パウル・フォン・ヒンデンブルク元帥の推挙で再び、ヴェルサイユ条約で兵力10万人に制限されたヴァイマル共和国の陸軍（Reichsheer）に入隊し、同年、第9歩兵連隊に配属された。1932年、大尉で陸軍大学へ入学し、1936年には参謀本部に所属する。
トレスコウは当初はナチス党を支持していたが、レーム一揆やナチス・ドイツによるチェコスロバキア解体、ヴェルナー・フォン・ブロンベルクの罷免事件並びにヴェルナー・フォン・フリッチュの同性愛容疑などから、反ナチスに転じる。1939年夏時点で、ヒトラー暗殺を決意したとみられている。

## 第二次世界大戦
第二次大戦開戦時は第118歩兵師団の参謀長。ポーランド侵攻作戦の功により第一級鉄十字章。1939年から1940年まで彼はA軍集団でゲルト・フォン・ルントシュテットおよびエーリッヒ・フォン・マンシュタインの下で参謀を務めた。1940年12月10日から、B軍集団の参謀本部主席将校に着任する。バルバロッサ作戦開始時には、ユダヤ人並びに共産主義者は容赦なく射殺することを命じた指令書を見て、怒りを感じ、アインザッツグルッペンの活動内容（虐殺）について情報収集を行なっていた。ただし、トレスコウが、ユダヤ人虐殺の中止命令や中止活動を行なった形跡はない。1942年4月1日から東部戦線で中央軍集団司令官ギュンター・フォン・クルーゲ元帥の首席作戦参謀を務め、その後第2軍参謀長を務めた。その間も反ヒトラー運動に従事し、伯父にあたるフェードア・フォン・ボック元帥を参加させようと説得を続けたが、拒絶された。
1943年3月13日、ヒトラーが東部戦線視察を行った際に爆殺を企て、副官のファビアン・フォン・シュラーブレンドルフ中尉に爆弾入りのリキュールの瓶を搭乗機に持ち込ませたが、雷管に不具合が生じたため爆発せず失敗、爆弾は密かに回収され計画は明るみに出なかった。1943年3月21日には、ルドルフ＝クリストフ・フォン・ゲルスドルフを説得して、彼がヒトラーに対する自爆攻撃を企図したが、失敗した。トレスコウは自分の従兄弟をマンシュタイン元帥の副官に送り込み、ヒトラー暗殺計画に引き込もうとしたが、マンシュタイン元帥は応じなかった。
1944年7月20日のクラウス・フォン・シュタウフェンベルク大佐による暗殺未遂事件の直前は、ソ連軍によるバグラチオン作戦で崩壊した戦線の立て直しに忙しく、具体的な行動が出来なかった。7月20日のクーデター失敗が伝わると、翌日トレスコウは前線に出て、手榴弾を爆発させ自決した。当初は計画への参加が知られていなかったため軍人墓地に埋葬されたが、加担が明らかになると墓が掘り起こされ、遺体はザクセンハウゼン強制収容所で焼却された。

## 顕彰
故郷マクデブルクをはじめ、ハンブルクやシュターデにはトレスコウにちなんだ名の通りがある。またドイツ連邦軍兵舎のいくつかもトレスコウの名が冠されている。

## 人物
（トレスコウについての評価）
- 「トレスコウ君、君はいつか参謀総長になるか、反逆者として断頭台の露と消えるかのどちらかだろう」（1918年、第1近衛歩兵連隊長ジークフリート・ツー・オイレンブルク＝ヴィッケン伯爵）
- 「それぞれ一つは珍しくないが、三つが揃っているのが珍しい性質が、彼（トレスコウ）には備わっていた。すなわち善良・賢明・勤勉で、しかもそれぞれが刮目に値した」（1941年、ファビアン・フォン・シュラーブレンドルフ）
- 「私にとっては、参謀総長の後任に値する人物は一人しかいなかった。私はそれを公言するべきだろう。トレスコウを措いて、第二次世界大戦を何とか出来た者は他にはいなかった」（1946年、フランツ・ハルダー元参謀総長）